# Петерс, Джеки
Дже́ки Пе́терс (нидерл. Jacky Peeters; родился 13 декабря 1969 года в Бре, Бельгия) — бельгийский футболист, известный по выступлениям за «Гент» и сборную Бельгии. Участник чемпионата Европы 2000 года и чемпионата мира 2002 года.

## Клубная карьера
Петерс начал карьеру в 1990 году в клубе «Ломмел Юнайтед». В команде он довольно быстро завоевал место в основе и в 1996 году перешёл в клуб Лиги Жюпиле «Генк». После двух сезонов Джеки принял приглашение немецкой «Арминии». Он быстро адаптировался в Бундеслиге и за два сезона не пропустил ни одной встречи.
Летом 2000 года, после чемпионата Европы, Петерс вернулся на родину, где на протяжении четырёх сезонов выступал за «Гент» и провёл наиболее яркий период своей карьеры. В 2004 году он покинул команду и на протяжении ещё четырёх лет выступал за команды низших дивизионов «Хеусден Зольдер» и «Патро Эйсден Масмехелен». В 2008 году он завершил карьеру футболиста.

## Карьера в сборной
4 сентября 1999 года в матче против сборной Нидерландов Петерс дебютировал за сборную Бельгии.
В 2000 году он принял участие в домашнем чемпионате Европы. На турнире Джеки сыграл в матче открытия против сборной Швеции, выйдя на замену вместо Герта Верхейена в конце встречи.
В 2002 году Петерс принял участие в первенстве мира. На турнире он сыграл в матчах против сборных России, Японии и матче 1/8 финала против будущих чемпионов — Бразилии. Вскоре после мундиаля он завершил карьеру в сборной.
За национальную команду Джеки сыграл в 17 матчах.